# 甘必大广场 (波尔多)

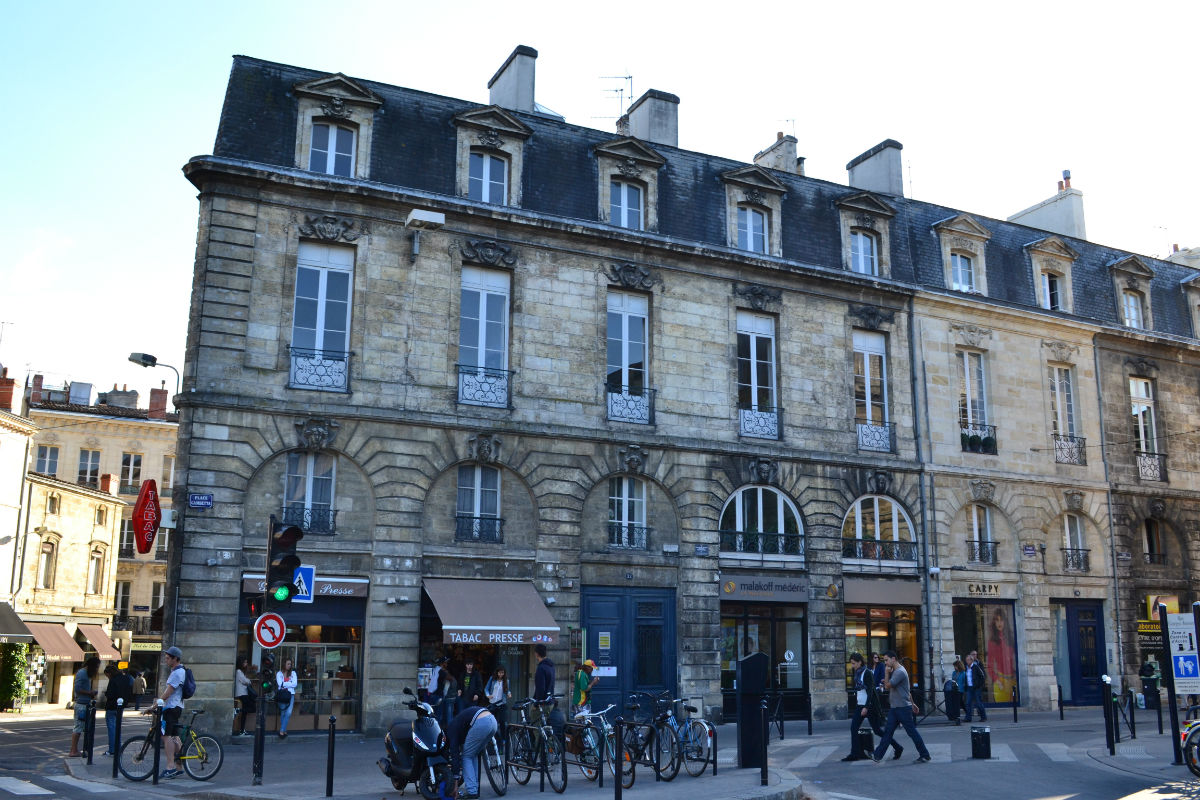

甘必大广场（Place Gambetta）是法国阿基坦大区波尔多主要的城市广场之一，在此交汇的街道有犹太街等。
甘必大广场原名多芬广场，在法国革命期间，吉伦特党人在此被杀害。
B线路面电车在此设甘必大站。